# Palembang P2
Palembang P2 či Palembang II (též jenom P2, P.2, P II nebo Gloembang a Karangendah) bylo utajované vojenské letiště vybudované Nizozemci asi 32 mil (asi 51 km) jihozápadně od dnešního Palembangu na Sumatře a používané za druhé světové války. Jeho poloha je uváděna jako 3°20′ j. š., 104°24′ v. d. nebo 3°17′50″ j. š., 104°24′30″ v. d.. Dnes je letiště mimo provoz a areál bývalého letiště využívá indonéská armáda.

## Výstavba a využití Spojenci
S narůstajícím napětím na dálném východě přistoupilo ML-KNIL (Vojenské letectvo královské nizozemsko–indické armády) v roce 1941 k budování druhého letiště u Palembangu (oním prvním bylo civilní P1). Nové letiště bylo součástí sítě pěti nových skrytých letišť, která tvořila vnější obranu Jávy. Další čtyři letiště byla Singkawang II a Samarinda II na Borneu, Kendari II na Celebesu a Ambon II na Ambonu.
P2 bylo budováno asi 42 mil (67,6 km) od tehdejšího Palembangu na cestě do Prabumulih. Cestou z Palembangu bylo třeba přívozem překonat řeku Musi. Letiště maximálně využívalo terénu, který byl pouze vysušen a vyčištěn. Díky tomu, že bylo ukryto v džungli, zůstalo skryto před pozorností Japonců.
Již v prosinci 1941 začaly ještě nedokončené letiště používat Glenn Martiny od 2-Vl.G.I. Ty z letiště operovaly až do 26. ledna 1942, kdy 2-Vl.G.I ustoupila na Jávu. V rámci společné obrany před japonskou invazí operovaly z letiště i stroje RAF a RAAF. Dne 31. ledna 1942 se velení na P2 ujal Grp Cpt (kapitán) McCauley (RAF). Z P2 operovaly 1. squadrona RAAF a 62. squadrona RAF vybavené Lockheed Hudsony a 27., 84. a 211. squadrona RAF létající s Bristol Blenheimy.
Obrana letiště byla od konce ledna 1942 zajištěna „šesti těžkými děly a šesti Boforsy“, pro které byl ale nedostatek munice. Pozemní obranu zajišťovaly dva nizozemské obrněné automobily a 150 domorodých vojáků. V únoru 1942 bylo P2 podřízeno teritoriálnímu velitelství KNIL Jižní Sumatra.

## Japonská okupace
Když se 14. února 1942 japonští výsadkáři zmocnili P1 a začali obsazovat Palembang, zůstalo P2 nepovšimnuto. P2 ale bylo ohroženo, a tak 16. února začala evakuace. I když nad letištěm často přelétávala japonská letadla, byla jeho existence Japonci objevena teprve 21. února. Prvních 29 rikkó typu 96 (G3M) a transportní letoun od Genzan kókútai (元山航空隊 ~ Genzanský námořní letecký pluk/skupina) zde přistálo 24. února.
Japonci označovali P2 jako Gloembang podle nedaleké vesnice. Během japonské okupace bylo P2 domácí základnou 87. sentai (戦隊 ~ armádní letecký pluk/skupina) s Ki-44 Šóki která chránila ropné rafinérie v Plaju a Sungei Gerong. Kromě 87. sentai z letiště operovaly i stroje 21., 33. a 77. sentai.
Koncem války našli Britové na P2 sedm Ki-45, dvanáct Ki-46, K-30 a Ki-79.

## Po válce
S vyhlášením samostatnosti se P2 ocitlo na území nárokovaném Indonésií, ale zpočátku kontrolovaném Nizozemci. Dne 7. července 1947 bylo letiště dobyto nizozemským 7 Regiment Stoottroepen (pěší pluk) a následovně používáno Pipery 17 VARWA. V dubnu 1950 bylo P2 předáno Indonésii a VPD byly využívány pravděpodobně až do roku 1975.